# Протикумулятивна решітка

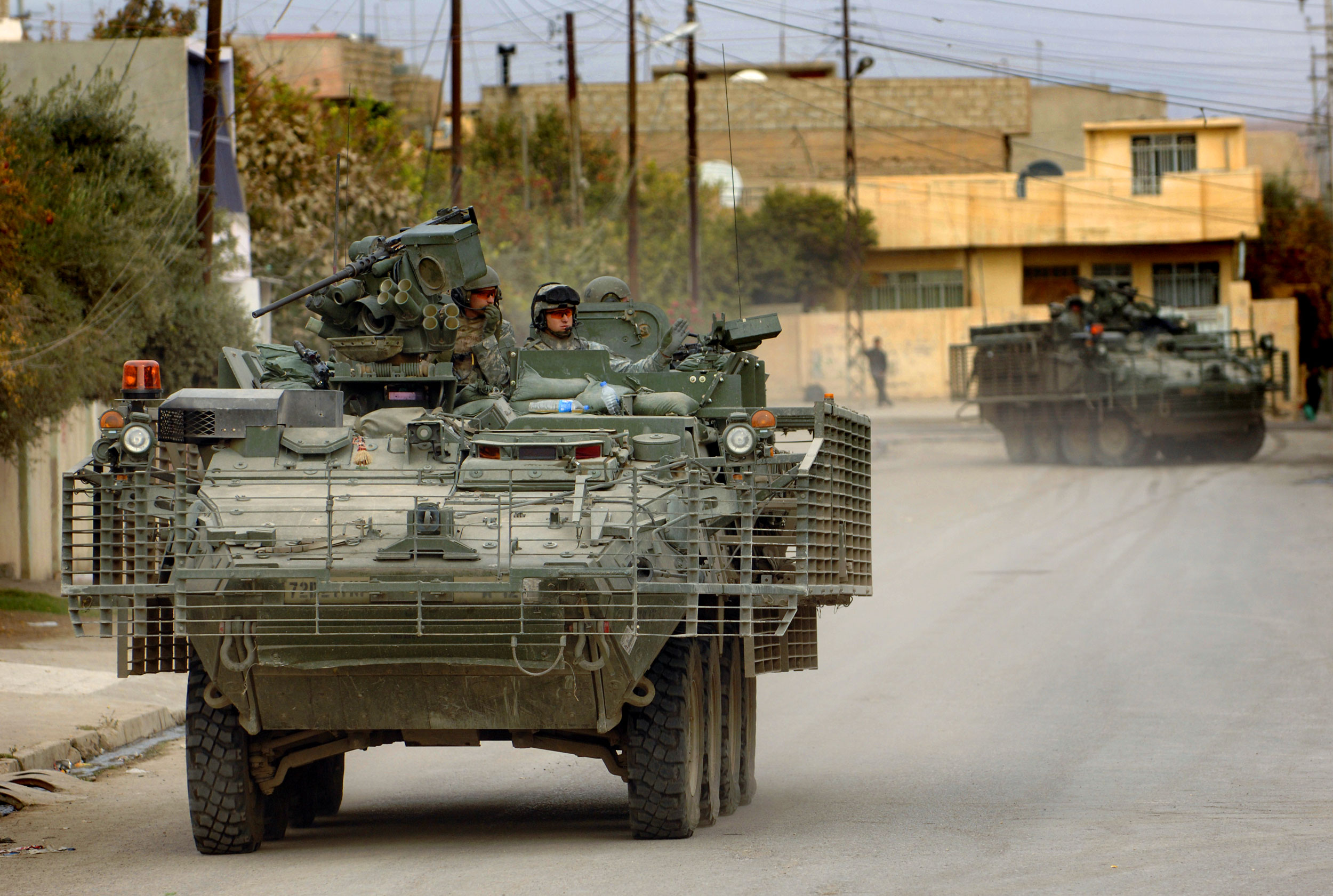
Бронетранспортер M1126 ICV 172-ї бригадної бойової групи, оснащений решітками, у конвої. Мосул, Ірак. 20 листопада 2005.

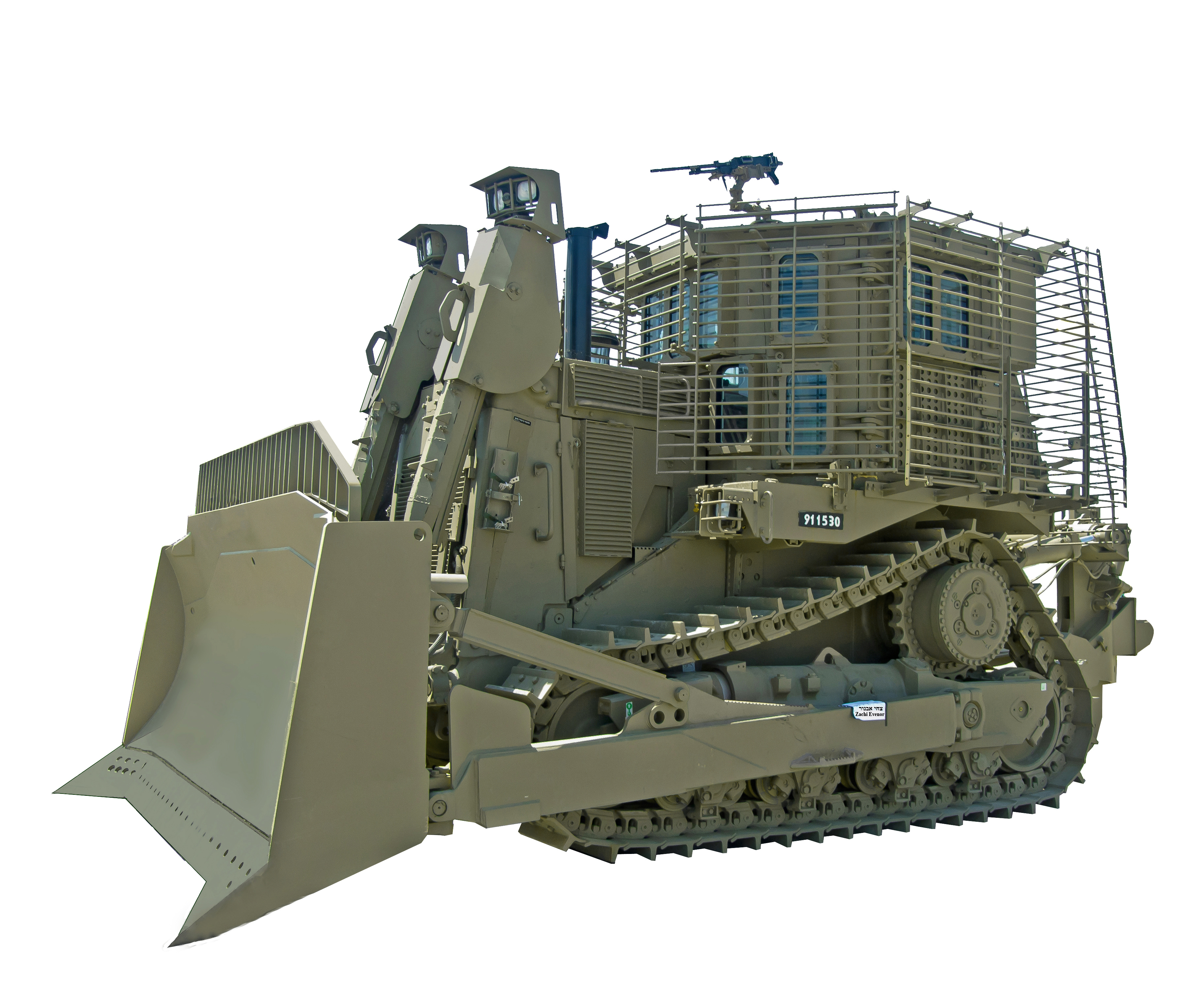
Броньований бульдозер Caterpillar D9 оснащений екранованою бронею, що захищає від протитанкових гранат РПГ та навіть від протитанкових ракет типу «Малютка». Армія оборони Ізраїлю.

Протикумулятивна решітка — спосіб захисту військових машин (танків, бронетранспортерів, кораблів тощо) та їх екіпажів від дії кумулятивних боєприпасів, зокрема, гранатометів та ПТРК. Зазвичай виглядає як решітка, розташована на деякій відстані від основної броні. 
Також можуть вживатись назви протикумулятивний екран, ґратчастий екран, ЗПКЕ тощо. Англійською використовуються терміни slat armor («ламельна броня») або cage armor («кліткова броня»).

## Принцип дії
Задача решітки — пошкодити боєприпас, перешкоджаючи його спрацюванню або роблячи його менш ефективним. Наприклад, пошкодження електричного кола між контактним детонатором та запалом вибухової речовини перешкодить вибуху. Ефективність не є абсолютною: зазвичай не спрацьовують 50–70% боєприпасів. 
Пробивна здатність сучасних боєприпасів такого типу складає від 500 мм катаної гомогенної броні (в повітрі струмінь може пройти значно більшу відстань), тому передчасна детонація має невелике значення для легкоброньованої техніки. Втім, це може бути ефективним для танків.
На деяких танках (наприклад, ізраїльські Merkava та російські Т-90М) на випнутих краях башти підвішують ланцюжки чи сітки, що виконують ті самі задачі.

## Історія
Перші екрани-сітки з'явились на німецьких танках (т. зв. Drahtgeflecht-Schürzen — сітчаста спідниця/фартух) для захисту від протитанкових гвинтівок ПТРД та ПТРС і фугасних снарядів.
Спроби використати рознесену броню (екрани) проти кумулятивних снарядів з'явились під час Другої світової майже в усіх основних воюючих армій як відповідь на появу кумулятивних боєприпасів, таких як німецькі Faustpatrone, Panzerfaust, Panzerschreck та американські Bazooka. В 1944 році американські дослідники експериментували з різними способами захистити танки, в тому числі й за допомогою сіток. Радянські танкісти наварювали подібні сітки на танки в 1945 році для вуличних боїв. Хоча певний позитивний ефект відмічався, ці сітки були м'якими та мали на меті передчасну детонацію, а не пошкодження снаряда. На кінець Другої світової так і не було знайдено надійного способу захисту від кумулятивних боєприпасів. 
У 1960-тих роках в СРСР проводились досліди зі встановлення свого роду «парасольки» на ствол танка з назвою ЗЕТ-1 (рос. Защита экранная танковая, ЗЭТ-1 — «захист екранний танковий»). Ця конструкція в похідному стані була складеною вздовж ствола гармати; в бойовому положенні вона розкривалась протягом кількох хвилин та закривала частину силуету танка (з боку, в який спрямована гармата), бувши розташованою на відстані мінімум 1,8 метра від основної броні. 
Під час війни у В'єтнамі Мобільні річкові сили використовували решітки.
Одним із перших танків з класичними (тобто, жорсткими) решітками став модифікований шведський Stridvagn 103 в 1971 році. Надалі вони стали одним із стандартних засобів захисту на Merkava I, Leopard 2A6, M1 Abrams та інших. На українських танках такий захист використовується рідко, а на російських він почав широко застосовуватись із 2016 року на Т-72Б3М, Т-80БВМ та Т-90М.
Протикумулятивні решітки є доволі поширеним способом захисту легкоброньованих ББМ від кумулятивних та фугасних боєприпасів. Наприклад, вони використовуються на Stryker, M113, Mastiff тощо. 

### Близький Схід
Протикумулятивні решітки активно використовуються близькосхідними арміями та угрупованнями. Зокрема, їх використовують Ісламська Держава, Загони народної оборони та ПВК «Вагнер».
Сирійська арабська армія має танки Т-72 Mahmia (араб. «захищений»), що оснащуються коробками з невідомим наповненням на відстані від основної броні, решітками та звисаючими ланцюгами; подібний захист був помічений і на ЗСУ-23-4. Були також помічені танки, вкриті решітками майже повністю.

### Україна
Українські ББМ, зокрема, БТР-4, почали активно оснащуватись решітками в зоні АТО, в тому числі з допомогою волонтерів.
Під час вторгнення в Україну в 2022 році росіяни використовували так звані «мангали» для захисту від Javelin та іншого. З 2023 року набули поширення протидронові решітки, встановлені на техніку.

## Галерея

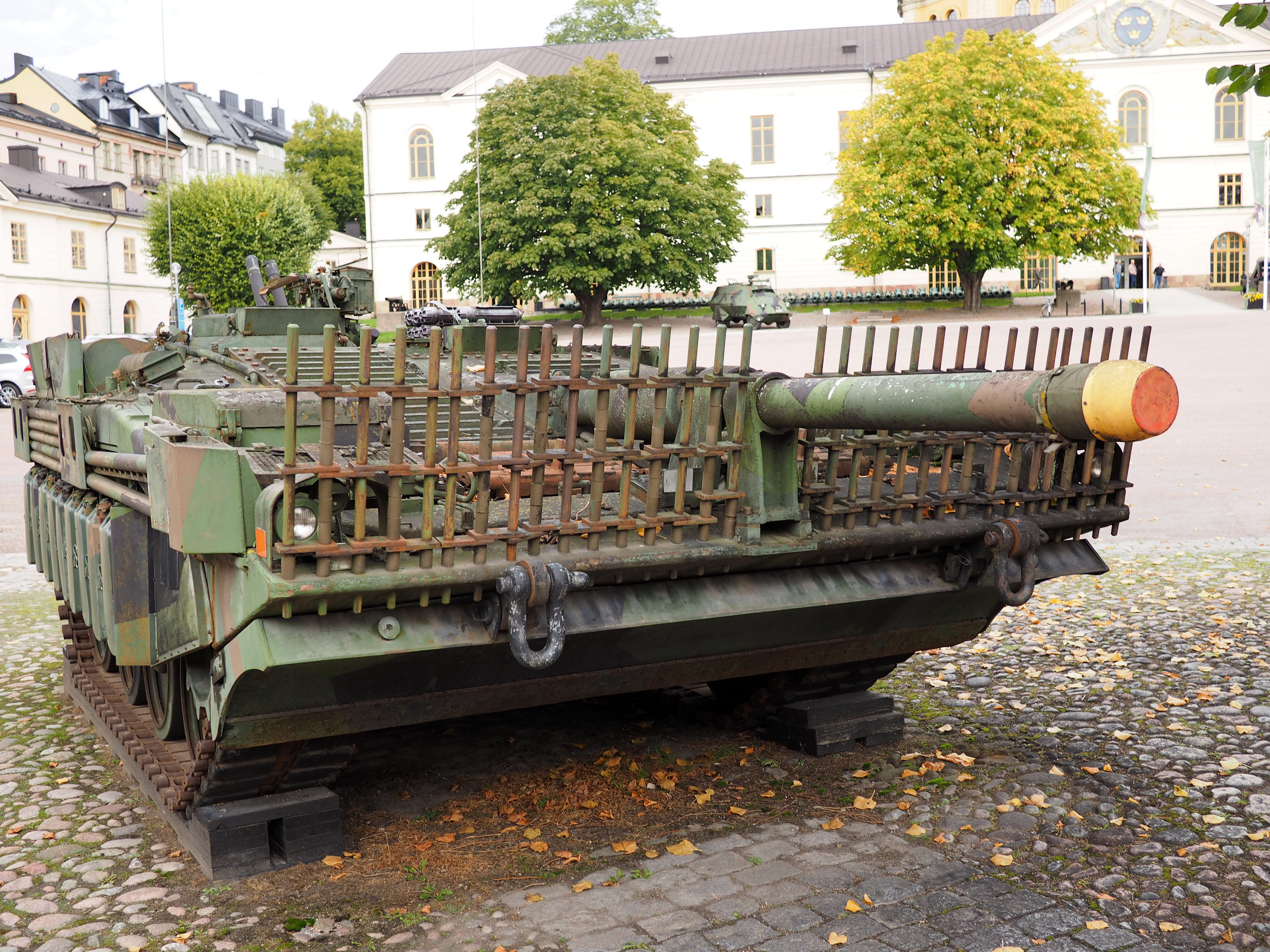
Решітка на Strv 103C
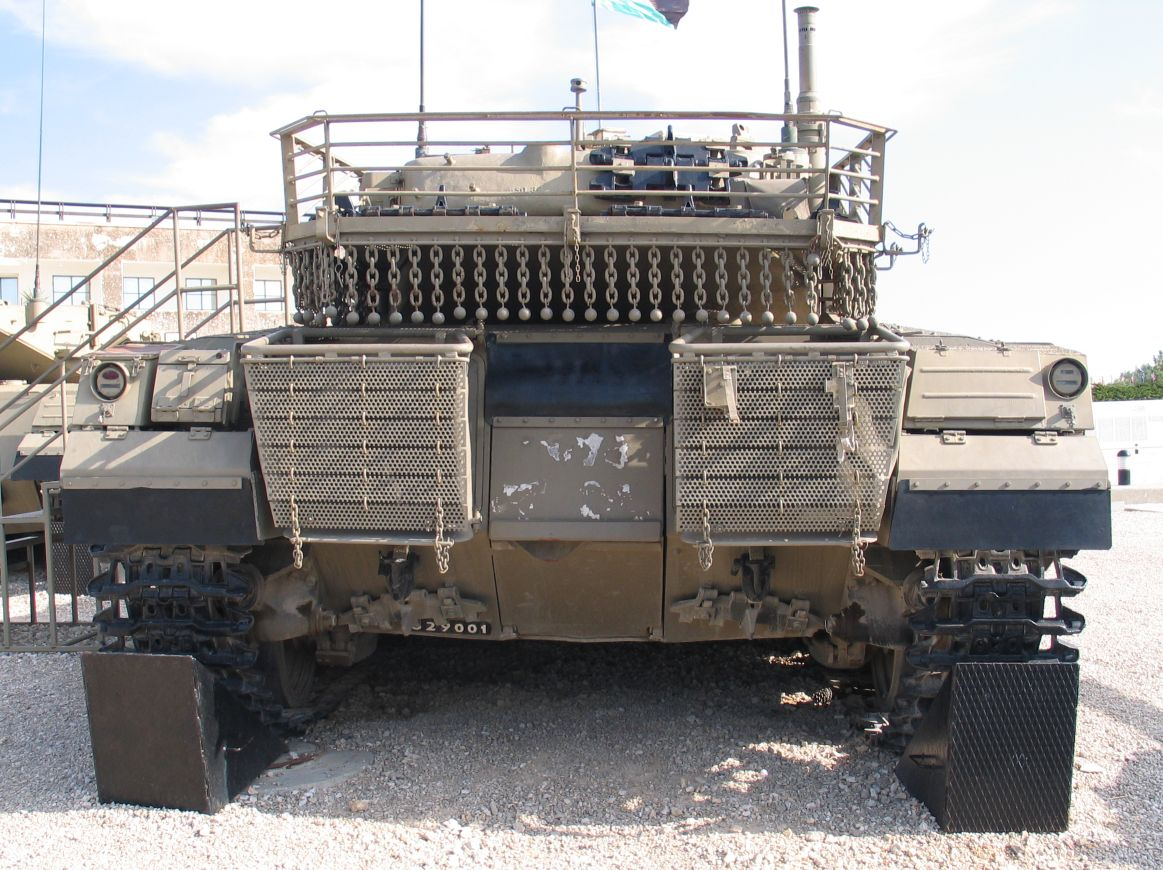
Сегменти ланцюга, підвішені ззаду башти Merkava
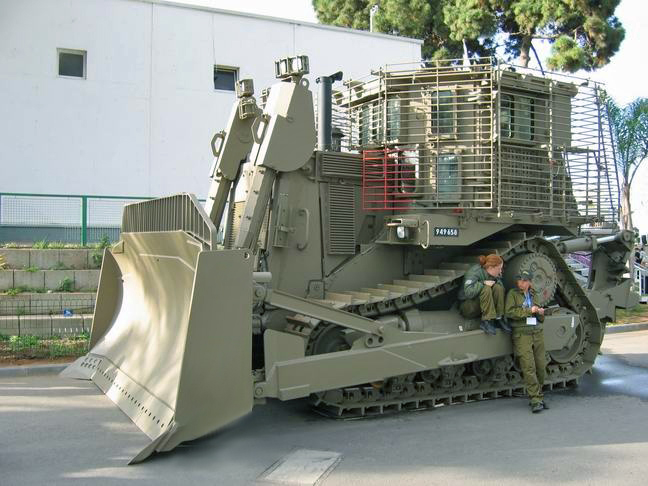
Решітки на броньованому бульдозері Caterpillar D9
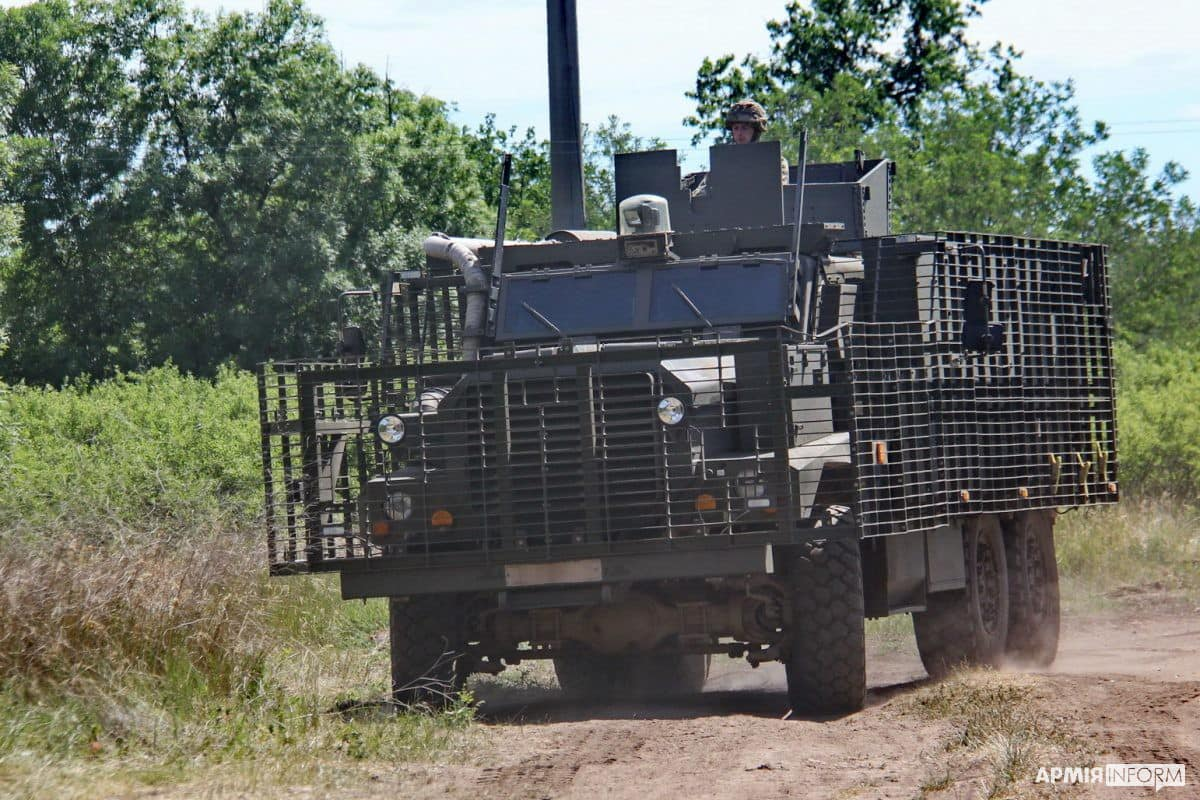
MRAP Mastiff
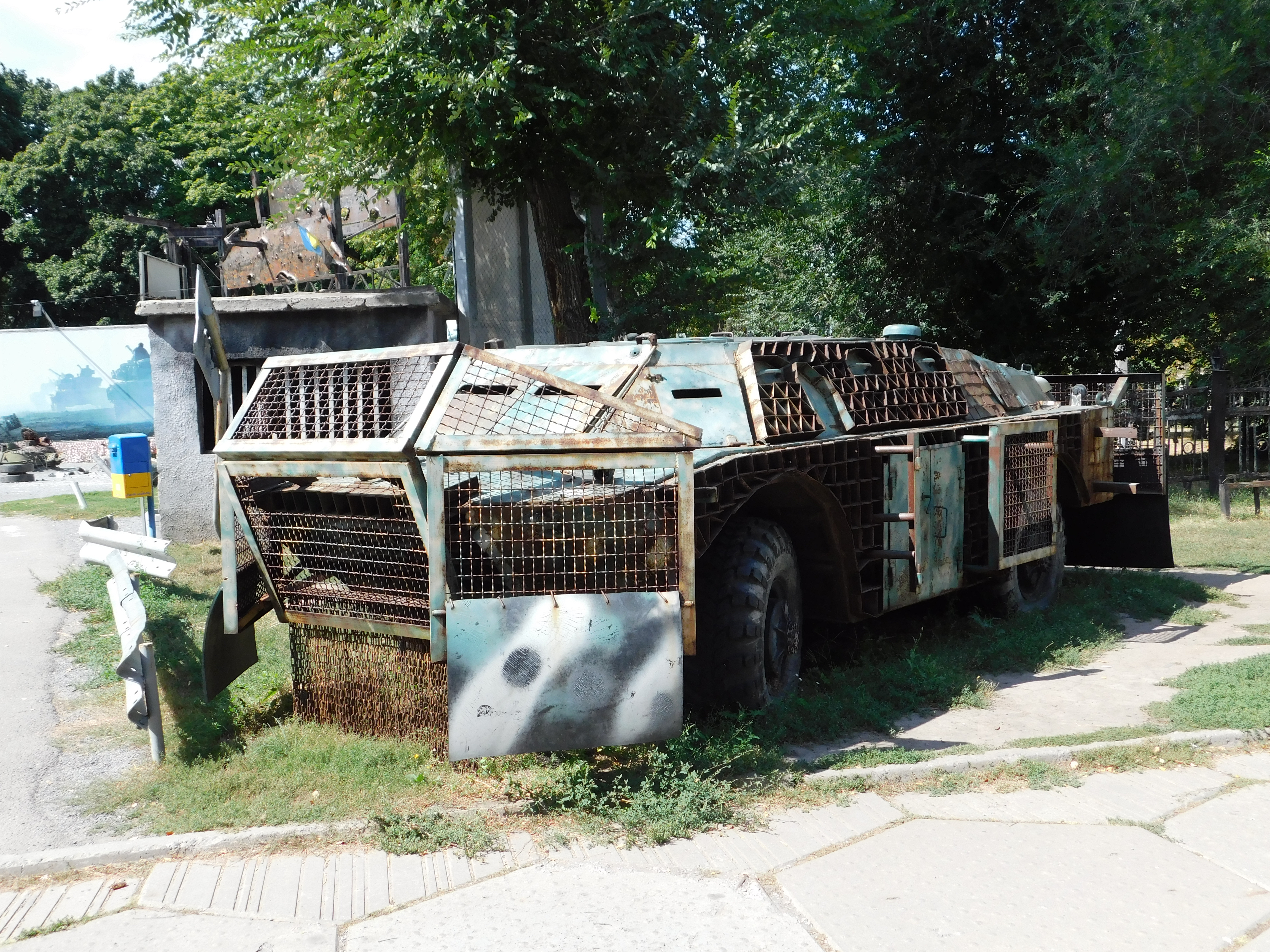
БРДМ-2 з кустарними решітками з АТО
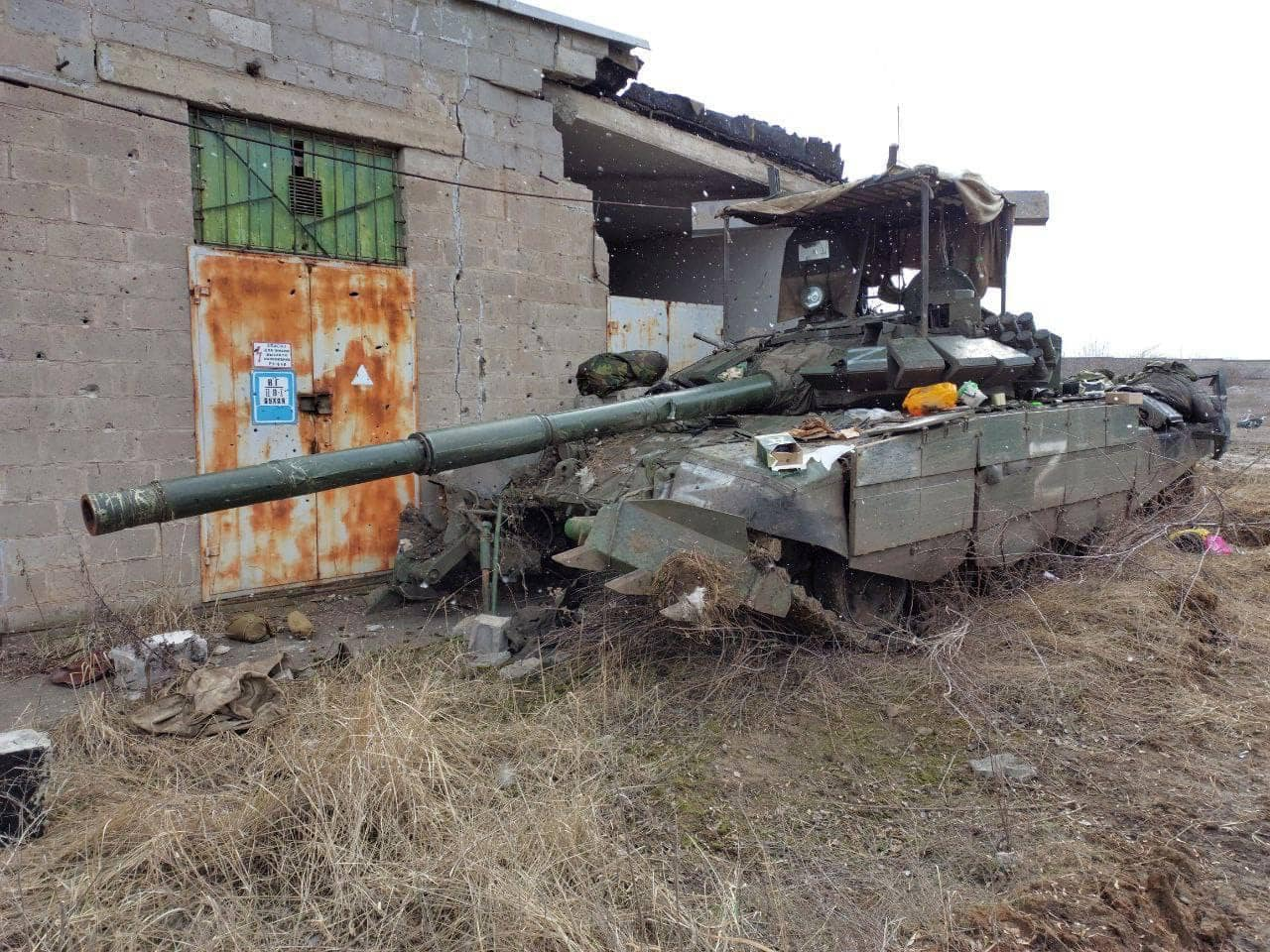
Російський Т-72Б3М з «мангалом» в Маріуполі

Випробування вітчизняних протикумулятивних екранів НВО «Практика»

результати випробування
результати після вдосконалення
екран після обстрілу